# Сила моменту тепер
Сила моменту Тепер: Посібник для духовного просвітлення — нехудожня книга канадського письменника німецького походження Екгарта Толле. Книга призначена як керівництво для повсякденного життя і підкреслює важливість життя в даний момент та уникнення думок про минуле чи майбутнє.
Опублікована в кінці 1997 року, книга була рекомендована Опрою Вінфрі і була перекладена на 33 мови. У 2009 році було зафіксовано, що в Північній Америці було продано три мільйони примірників.

## Огляд
Книга приваблює з різних «духовних традицій», і була описана одним із рецензентів, як «буддизм змішаний з містицизмом і кілька посилань на Ісуса Христа, свого роду нова епоха переробки дзен.» Він використовує ці традиції для опису «системи переконань, заснованої на житті в даний момент». Його головне послання полягає в тому, що емоційні проблеми людей є закорінені в їхній ідентифікації з їхнім розумом. Автор пише, що людина повинна усвідомлювати свій «теперішній момент» замість того, щоб втрачати себе у занепокоєнні та тривозі про минуле чи майбутнє.
Згідно з цією книгою, важливий лише теперішній момент, а минуле і майбутнє людини створюються її думками. Автор стверджує, що наполягання людей на тому, щоб вони контролювали своє життя, є ілюзією «яка лише приносить біль». У книзі також описуються методи релаксації та медитації, які допомагають читачам закріпити себе в теперішньому. Ці рекомендації включають уповільнення життєвого ритму, уникаючи багатозадачності, проводити час на природі та відпустити турботи про майбутнє. Деякі поняття, що містяться в «Силі моменту Тепер» , такі як людське его та його негативні наслідки для щастя, що докладніше висвітлюються в пізніших книгах автора, зокрема "Нова Земля " (2005).

## Розділи
Розділи книги: «Вступ», «Ти — не твій розум», «Свідомість: шлях від болю», «Рух глибоко в даний час», «Стратегії розуму, щоб уникнути моменту тепер», "Стан Присутність ", " Внутрішнє тіло ", " Портали в невиявлене ", " Просвітлені стосунки ", " Позаду щастя та нещастя є спокій " та "Навіщо здаватись «. Різні розділи виділяють філософію руйнування деструктивного панування розуму та его, прагнучи подолати тіло болю. На думку автора, його філософія спрямована на людей та їх пошук особистого щастя, а також має потенціал для розуміння історичних катаклізмів, як виправдання такої лихої політичної системи, як комунізм.

### Вступ
У вступі до книги автор пов'язує свій минулий досвід тривалої тривоги з періодами суїцидальної депресії. Пізніше, коли йому було 29 років, він мав особисте прозріння і пише: „Я чув слова“ нічому протистояти», якби лунали з моїх грудей". Він пов'язує, що він відчував, ніби він падав у порожнечу, а потім «не було більше страху».

### Глава друга: «Свідомість: шлях від болю»
У другому розділі Толль розповідає читачеві, що вони повинні розпізнати своє особисте «Я» без «его», створюючи антагоністичну відповідь на власне заперечення або знищення, і пояснює безпредметність «психічного болю та страждань», які люди отримують. Відповідно до книги: «Біль-тіло складається з захопленої життєвої енергії, яка відірвалася від вашого загального енергетичного поля і тимчасово стала автономною через неприродний процес ідентифікації розуму». У цьому розділі автор пише: "біль може лише живиться біль. Біль не може живитися радістю. Вона не перетравлюється " Автор продовжує, що "багато людей живуть з мучителем в їх голові, який безперервно атакує та карає, і змиває їх з життєвої енергії. Це є причиною невимовних страждань та нещастя "

### Глава третя: «Рух глибоко в даний час»
У третьому розділі автор пише: "У нормальному, розумово-ідентифікованому або непросвітленому стані свідомості, сила і творчий потенціал, що ховаються в теперішньому моменті або моменті Тепер, повністю затьмарені психологічним часом. Ви не можете знайти себе, перебуваючи в минулому. Ви можете знайти себе, перебуваючи в теперішньому. Життя це теперішнє. "

### Глава четверта: «Стратегії розуму, щоб уникнути моменту тепер»
У четвертому розділі Толль говорить, що «завтрашні рахунки не є проблемою» і можуть стати «основною помилкою», яка змінює «лише ситуацію, подію або емоцію» в причину страждання та нещастя. Книга також називає «очікування» «станом розуму», які ми повинні вирвати з себе.

## Сприйняття
Вперше видана в 1997 році видавництвом Namaste у Ванкувері. Вона була перевидана в 1999 році New World Library, і це видання досягло і залишилось в списку бестселерів New York Times роками пізніше. Книга була перекладена 33 мовами, включаючи арабську.
У 2000 році книга була зазначена як рекомендована література в журналі O Опри Вінфрі і, за словами Вінфрі, актриса Мег Райан також рекомендувала її . До 2009 року було продано близько трьох мільйонів примірників книги. Християнський автор Ендрю Райдер написав дисертацію, що «Толле рухає традиційне [християнське] вчення вперед, ілюструючи, як наша одержимість минулим і майбутнім … [перешкоджає] нам віддавати повну увагу до теперішнього моменту». " Вільям Блум, представник цілісного руху розум-тіло-дух у Великій Британії, писав, що "Підхід Толле є дуже пізнавальним відносно до людського тіла . Він зробив це у доступному для людей способі "
Деякі рецензенти критикували книгу. Відповідно до огляду в Telegraph Herald , книга не дуже добре написана, але містить декілька хороших методів. Андреа Сакс написав у журналі TIME, що книга «пробуджується в духовному мамбо-джамбо» та «не корисна тим, хто шукає практичні поради». Стаття в The Independent сказала, що «немає дуже багато нового про „Силу моменту Тепер“ і описала його як» своєрідне переосмислення нової епохи «Дзен».

## У галузі культури
Коли в червні 2007 року Періс Хілтон була заарештована у Регіональному центрі ув'язнення століття в Каліфорнії, вона принесла з собою копію «Сила моменту Тепер» . Співачка Енні Леннокс вибрала «Сила моменту Тепер» як одну з її «пустельних книг острова», як і комедіант Тоні Гоукс . Співачка Кеті Перрі заявила, що її надихнуло написати «This Moment», пісню з її альбому « Prism» 2013 року, після того, як вона почула аудіозапис «Сила моменту Тепер» .